# Wilhelm von Leonhardi
Friedrich Philipp Wilhelm Freiherr von Leonhardi (* 1. Dezember 1812 in Frankfurt am Main; † 5. Dezember 1856 ebenda) war ein deutscher Autor und hessischer Diplomat.

## Herkunft
Wilhelm von Leonhardi entstammte dem hessischen Adelsgeschlecht Leonhardii und war ein Sohn des Bundestagsgesandten Freiherr Jakob Friedrich von Leonhardi (1778–1839) und dessen Ehefrau Augusta Franzisca Baronesse du Fay (1782–1852).
Sein Großvater Johann Peter von Leonhardi (1747–1830) war Frankfurter Kaufmann, Gutsbesitzer und Politiker und wurde für seine Verdienste in Wirtschaft und Politik 1791 von Carl Theodor von der Pfalz zum Freiherrn sowie 1794 von Kaiser Franz II. zum Reichsfreiherrn ernannt. Er gilt als der Stammvater der hessischen Familie, die ihren Ursprung im Waldeckschen Land hatte und dort Anfang des 17. Jahrhunderts mit der Burg Mengeringhausen belehnt wurde.

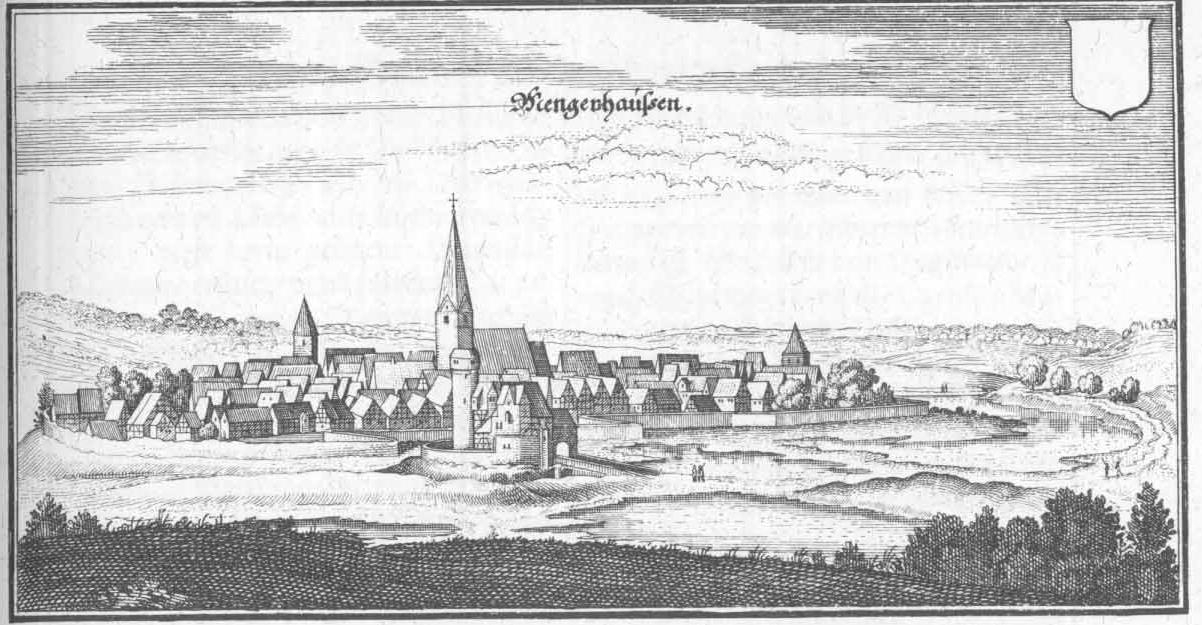
Burg Mengeringhausen

Sein jüngerer Bruder Ludwig (1825–1884) trat 1856 seine Nachfolge als Fideikommissherr an.

## Leben
Er studierte in Leipzig, Heidelberg, Berlin und Gießen Jura, was er 1833 mit einer Promotion zum Dr. iur. utr. abschloss. Er lebte einige Zeit in Paris und Nancy, seit 1839 wechselnd in Groß-Karben und Frankfurt, wo er zeitpolitisch bedeutsame, historische und juristische Abhandlungen verfasste.
Mit seinen Ausarbeitungen zum Austrägalverfahren, dem zivilrechtlichen Schiedsgerichtsverfahren des Deutschen Bundes sowie zur Bundeskriegsverfassung engagierte sich Leonhardi in den Teilbereichen des Deutschen Bundes, die auch im Nachhinein als erfolgreich bewertet werden können. Auch wenn der Deutsche Bund insgesamt scheiterte, seine militärisch defensive und friedensbewahrende Rolle hat Europa über Jahrzehnte geprägt. Durch die beiden Institutionen, Austrägalverfahren und Kriegsverfassung, wurden zahlreiche Konflikte ohne militärische Auseinandersetzungen gelöst.
Infolge der Veröffentlichung über die Kriegsverfassung bekam Leonhardi verschiedene Angebote für diplomatische Posten und entschied sich für Hessen-Darmstadt. Seit 1847 war er als bevollmächtigter Minister Leiter der hessisch-darmstädtischen Gesandtschaften am Nassauischen Hof in Wiesbaden und der Freien Stadt Frankfurt, wie später auch sein Bruder Louis. Dreiundvierzigjährig, kurz vor seinem Tod, heiratete er am 25. Juni 1856 Freiin Auguste von Dungern, Tochter des damaligen herzoglich nassauischen Bundestagsgesandten und vormaligen Staatsministers Emil August von Dungern.
Die Witwe heiratete am 10. Juli 1860 in Frankfurt den Dichterjuristen Gisbert von Vincke.

## Auszeichnungen
Ausländische Regierungen verliehen ihm als Anerkennung für seine Veröffentlichungen mehrere Auszeichnungen: am 9. Juni 1850 wurde er zum Ritter des großherzoglich hessischen Philippsordens ernannt; 1852 folgte die Ritterklasse des hannoverschen Guelphen-Ordens, dann erhielt er den braunschweigischen Hausorden Heinrichs des Löwen, den Ernestinischen Hausorden etc.; Leonhardi war großherzoglich hessischer Kammerherr (seit 1848) und Geheimer Legationsrat (seit 1855) sowie bayrischer Kammerjunker und Mitglied mehrerer gelehrter Gesellschaften.

## Werke
- Versuch einer Entwicklung der Kriegsverfassung des Deutschen Bundes. Manuscript für die hohen deutschen Regierungen, Frankfurt 1835
- Das Austrägalverfahren des Deutschen Bundes - Eine historisch-publizistische Monographie, Frankfurt 1838/ 45
- Die Kriegsverfassung des teutschen Bundes nach den neuesten Bestimmungen, Mainz 1842
- Etwas über die Goldene Bulle - Bruchstück aus einem größeren Werke über Kaiser Karl IV., Frankfurt 1845